# Пафос (роман)
«Пафос»  — роман українського письменника Володимира Єшкілєва. Роман написаний 2001 року та вперше опублікований у видавництві «Кальварія» 2002 року.
| Усі персонажі і події є овочами авторської уяви. Автор не відповідальний за випадкові збіги та подібності. «Пафос» — другий роман письменника, філософа і культуролога Володимира Єшкілєва. Гостра критика реалій сьогочасної України і пригодницька фабула поєднані в ньому із стилістичними пошуками нової вітчизняної прози. Дія роману відбувається навесні 2000 року у Станіславі, Єрусалимі та Тверії. Герої «Пафосу» намагаються знайти власні відповіді на виклики постмодерної доби. - 2002 рік — видавництво «Кальварія». 1. 2. 3. 1. Володимир Єшкілєв. Пафос (електронна версія) на сайті Лібрусек. — Процитовано 18 грудня 2012 (укр.) \| \| Це незавершена стаття про книгу. Ви можете допомогти проєкту, виправивши або дописавши її. \| |                                                                                            |
| книги | Це незавершена стаття про книгу. Ви можете допомогти проєкту, виправивши або дописавши її. |